# Distritos de Jerez de la Frontera
La ciudad de Jerez de la Frontera está gobernada y administrada por el Ayuntamiento de Jerez de la Frontera.

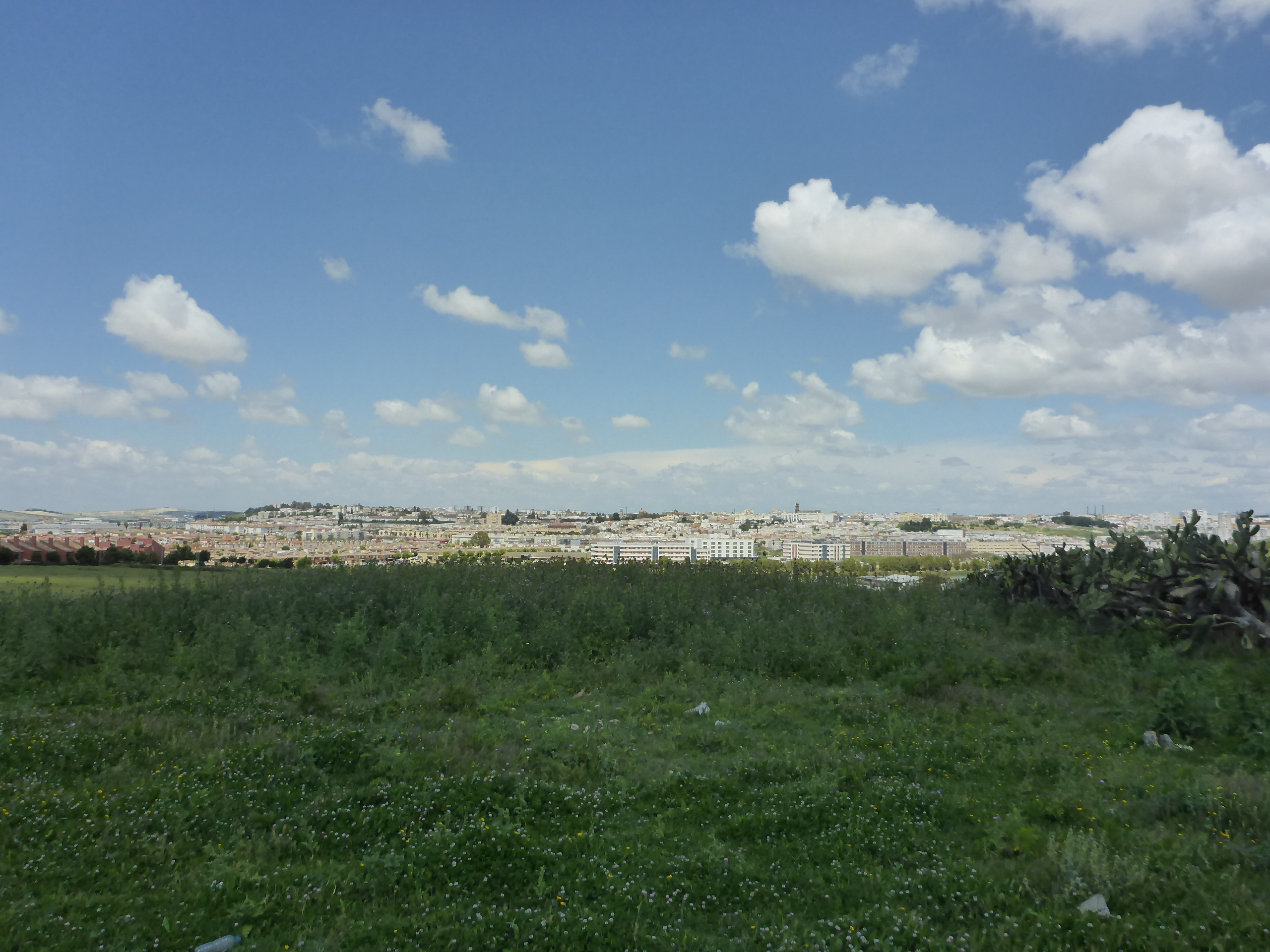
Vista general de la ciudad

Según lo dispuesto en la Ley de Grandes Ciudades, Jerez se divide en 7 distritos (divisiones territoriales de gestión), coordinados por Juntas de Distrito, que a su vez se subdividen en barrios o polígonos industriales.

## División actual
El 26 de agosto de 2011, el Gobierno municipal planteó una nueva división en siete distritos. Su aprobación final requirió de tres etapas: asambleas informativas, periodo de alegaciones y redacción de propuesta definitiva, entrando en vigor en enero de 2012
| Nº | Distrito/ habitantes(datos a 26 de agosto de 2011) | Barrios |
| -- | -------------------------------------------------- | --- |
| 1  | Norte 25.817                                       | Plaza del Caballo, Avd. Álvaro Domecq, Las Adelfas, Pintores de Jerez, Las Flores, El Bosque, Parque González Hontoria, San Joaquín, Parque de Capuchinos, Torres de Córdoba, Ceret Alto, Avd. Sudamérica, Zona Hipercor, El Altillo, Montealto, Nuevo Montealto, Albarizas de Montealto, Los Álamos de Montealto, Jacaranda, Pozoalbero, El Almendral, Edif. Huelva, Cádiz y Málaga, Polígono Santa Cruz, Ctra de Sevilla.                                                |
| 2  | Oeste 28.867                                       | Picadueña Alta, Picadueña Baja, San Valentín, Las Torres, Sagrada Familia, El Carmen, La Plata, Calle Lealas, Eduardo Delage, La Coronación, Parque de la Serrana, Icovesa, Juan XXIII, Los Naranjos, San Juan de Dios, El Calvario, Polígono San Benito, San Ginés de la Jara, Avd. de la Cruz Roja, La Unión. |
| 3  | Centro 34.190                                      | San Mateo, San Juan, San Marcos, San Dionisio, San Lucas, Catedral-El Salvador, Divina Pastora, La Constancia, España, San Pedro, Pío XII, Plaza de la Estación, Vallesequillo, Calle Porvenir, San Telmo, Cerrofuerte, Plaza de las Angustias, La Alegría, San Miguel, Calle Corredera, Calle Cerrón, Plaza San Andrés, Plaza Aladro, Puerta de Sevilla, Madre de Dios, Avda. Álvaro Domecq, Calle Ávila, Calle Matadero, Soto Real, Santiago, Calle Asta, Calle Taxdirt. |
| 4  | Sur 32.679                                         | Estancia Barrera, Vista Alegre, Agrimensor, Torresoto, Residencial Cartuja, Hijuela de las Coles, Federico Mayo, Polígono San Telmo, Cerrofruto, Calle Mandamiento Nuevo, San Telmo Nuevo, Liberación, polígono El Portal, Constitución, Avd. Alcalde Cantos Ropero, Vallesequillo II, Blas Infante, Santo Tomás de Aquino, Puertas del Sur, Plaza Luis Parada, Plaza José Guerra Carretero, Torres del Sur, Parque Empresarial Oeste, Guadabajaque, Matacardillo.         |
| 5  | Noreste 30.765                                     | El Pelirón, Hacienda El Polo, Torresblancas, Nuevo Chapín, Santo Ángel de la Guarda, San José Obrero, La Granja, San Enrique, Los Pinos, Chapín, La Marquesa, La Sierra, El Ángel, Jerez Norte, La Cañada, Edif. Congreso I y II Avd. Lola Flores, Santa Teresa, Avd. Europa. |
| 6  | Este 38.598                                        | Paseo de las Delicias, La Vid, Las Viñas, Zafer, La Asunción, Olivar de Rivero, Nazaret, Ciudasol, El Retiro, Princijerez, Las Palmeras, Los Infantes, Los Cedros, Barbadillo, Nueva Andalucía, Montealegre, Pago San José, Parque Atlántico, La Canaleja, El Pimiento, La Pita, El Pinar, El Rocío, La Milagrosa, Guernica, Bami, Villa del Este, Pago Majón, Parque Cartuja, Bahía, Nazaret Este, Edif. Santa Rosa, Avd. Medina Sidonia.                                 |
| 7  | Rural 7.270                                        | Los Albarizones, Cuartillos, Torremelgarejo, La Corta, El Portal, Mesas de Asta, Las Tablas-Polila-Añina, Macharnudo, Gibalbín, Casablanca, Repastaderos, Las Pachecas, Lomopardo, El Mojo-Baldío de Gallardo, La Ina, Rajamancera, Cañada del León, Fuente Rey, Majarromaque, Puente de La Guareña, Alcornocalejos, La Jarda, Isletes, El Romero, Dehesilla de Algar , Los Hurones.                                                                                       |

## División 2007
La división de mayo de 2007 marcó 3 grandes distritos (divisiones territoriales de gestión). Los distritos establecidos no abarcaban todo el territorio urbano dejando al margen, por un lado, al centro histórico y el primer anillo de barrios, y por otro, a la los centros urbanos de la zona rural. Estos dependían del Ayuntamiento directamente y de la Delegación de Medio Rural respectivamente.
Debido a la primera amplitud de los distritos, se pidió desde varias asociaciones de ciudadanos y partidos políticos que se amplie el número de ellos, abarcando una población más pequeña y homogénea entre sus vecinos. A raíz de estas peticiones, el Gobierno local en 2008 se manifestó a favor de ampliar el número de distritos, dividiendo y ampliando los ya establecidos, y llegando a un consenso.
El 8 de septiembre de 2009 anunció la creación del Distrito Centro y la separación de los Distritos Granja y Delicias.